# Thomas P. Hughes
Thomas Parke Hughes (13. september 1923 - 3. februar 2014) var en amerikansk teknologihistoriker. Han var professor emeritus i historie ved University of Pennsylvania og gæsteprofessor ved MIT og Stanford University.
Han bidrog til emner som teknologisk momentum, teknologisk determinisme, store tekniske systemer og social opbygning af teknologi.
Hughes var medlem af Ingenjörsvetenskapsakademien (IVA) og American Academy of Arts and Sciences. I 1985 modtog han desuden da Vinci-medaljen fra The Society of History of Technology.

## Hovedværker
- Networks of Power: Electrification in Western Society, 1880-1930. Baltimore: Johns Hopkins University Press, 1983. ISBN 0-8018-4614-5.
- Med Wiebe E. Bijker og Trevor J. Pinch. The Social Construction of Technological Systems: New Directions in the Sociology and History of Technology. Cambridge, MA: M.I.T. Press, 1987.
- Med Renate Mayntz. The Development of Large Technical Systems. Frankfurt am Main: Boulder, CO: Campus Verlag; Westview Press, 1988.
- American Genesis: A Century of Invention and Technological Enthusiasm, 1870-1970. New York, NY: Viking, 1989. Which was also a Pulitzer Prize finalist.
- Med Agatha C. Hughes. Lewis Mumford: Public Intellectual. New York: 1990.
- Rescuing Prometheus. 1. udgave New York: Pantheon Books, 1998.

## Eksterne links
- Mundtligt interview med Thomas Parke Hughes (engelsk), Charles Babbage Institute, University of Minnesota.